# دبليو. ريكس بلاك
دبليو. ريكس بلاك (بالإنجليزية: Wilford Rex Black)‏ هو سياسي أمريكي، ولد في 31 يناير 1920، وتوفي في 12 ديسمبر 2012. حزبياً، نشط في الحزب الديمقراطي.